# I Won't Cry
I Won't Cry är en sång som skrevs av Lasse Andersson, och sjöngs in av Elin Lanto. Hon släppte den 2004 som debutsingel, och den toppade svenska listan.

## Låtlista
1. I Won’t Cry
2. I Won’t Cry (CHR-remix)
3. I Won’t Cry (karaokeversion)

## Emilia Rydbergs version
Emilia Rydberg tolkade låten 2008, och släppe den på singel.

## Listplaceringar

### Elin Lanto
| Lista (2004-2005) | Placering |
| ----------------- | --------- |
| Sverige           | 1         |